# Конрад Лоренц
Конрад Лоренц (Беч, 7. новембар 1903 — Беч, 27. фебруар 1989) је био један од најистакнутијих природњака двадесетог века, добитник Нобелове награде за медицину. Често се сматра једним од оснивача модерне етологије, проучавања понашања животиња. Развио је приступ који је почео са ранијом генерацијом, укључујући његовог учитеља Оскара Хајнрота.
Лоренц је проучавао инстинктивно понашање код животиња, посебно код сивих гусака и чавки. Радећи са гускама, истражио је принцип отискивања, процес којим се неке нидифугусне птице (тј. птице које рано напусте своје гнездо) инстинктивно вежу за први покретни објекат који виде у првим сатима након излегања. Иако Лоренц није открио тему, постао је надалеко познат по својим описима утискивања као инстинктивне везе. Године 1936. упознао је Тинбергена и њих двојица су сарађивали у развоју етологије као засебне поддисциплине биологије. Анкета часописа Review of General Psychology, објављена 2002. године, сврстала је Лоренца на 65. место најцитиранијег научника 20. века у часописима техничке психологије, уводним уџбеницима психологије и одговорима на анкете.
Лоренцов рад је прекинут почетком Другог светског рата и 1941. године је регрутован у Немачку армију као лекар. Године 1944, послат је на Источни фронт где га је заробила совјетска Црвена армија и провео четири године као немачки ратни заробљеник у Совјетској Јерменији. После рата се покајао због чланства у Нацистичкој партији.

## Биографија
Рођен је 7. новембра 1903. године у Бечу, где је 1928. успешно завршио студије медицине. После тога је почео да студира природне науке и 1933. је дипломирао на бечком Филозофском факултету зоологију са палеонтологијом и психологијом.
Са неколико научних радова, Лоренц је постао пионир у истраживању понашања птица, а убрзо и научник светског гласа. Вршећи бројне опите са животињама, пре свега птицама, Конрад Лоренц отпочиње проучавање понашања животиња и човека. Докторирао је 1937. године на Филозофском факултету у Бечу, радом „Упоредна анатомија и психологија животиња“, а после Другог светског рата био је професор на Универзитету у Минхену. Године 1973. добио је Нобелову награду за медицину у знак признања за плодоносно научно истраживање корена људског понашања.
Поред великог броја стручних радова, Лоренц је писао и научно-популарне књиге које су преведене на многе светске језике. Његово најпознатије такво дело је књига „Говорио је са животињама“, преведена и на српски језик и штампана у издању „Српске књижевне задруге“.
Умро је 27. фебруара 1989. године.

## Политика

### Националсоцијализам
Лоренц се придружио Нацистичкој партији 1938. и прихватио је универзитетску катедру под нацистичким режимом. У својој пријави за чланство у партији је написао: „Могу да кажем да је цео мој научни рад посвећен идејама националсоцијалиста“. Његове публикације у то време довеле су каснијих година до навода да је његов научни рад био контаминиран нацистичким симпатијама. Његово публиковано писање током нацистичког периода укључивало је подршку нацистичким идејама „расне хигијене“ представљене у псеудонаучним метафорама.
У својој аутобиографији, Лоренц је написао:
Исте појединачне гуске на којима смо спровели ове експерименте, прво су изазвале моје интересовање за процес припитомљавања. Оне су биле Ф1 хибриди дивљих сивих и домаћих гусака и показале су изненађујућа одступања од нормалног друштвеног и полног понашања дивљих птица. Схватио сам да је снажан пораст нагона храњења, као и копулације и слабљење више диференцираних друштвених инстинкта карактеристично за многе домаће животиње. Био са уплашен – као што сам још увек – због мисли да аналогни генетски процеси пропадања можда делују на цивилизовано човечанство. Потакнут овим страхом, урадио сам веома непромишљену ствар убрзо након што су Немци напали Аустрију: писао сам о опасностима припитомљавања и, да бих био схваћен, своје писање обликовао у најгорој нацистичкој терминологији. Не желим да ублажим ову акцију. Заиста сам веровао да би од нових владара могло доћи нешто добро. Претходни ускогрудни католички режим у Аустрији подстакао је боље и интелигентније људе од мене да гаје ову наивну наду. Практично сви моји пријатељи и учитељи су то радили, укључујући и мог оца који је свакако био љубазан и хуман човек. Нико од нас није ни сумњао да реч „селекција”, када су је користили ови владари, значи убиство. Жао ми је због тих писања не толико због неоспорне дискредитације коју одражавају на моју личност колико због њиховог ефекта ометања будућег препознавања опасности од припитомљавања.
После рата, Лоренц је негирао да је био члан партије, све док његова пријава за чланство није објављена; и негирао је да је знао за размере геноцида, упркос свом положају психолога у Уреду за расну политику. Такође се показало да се у писмима свом ментору Хајнроту збијао антисемитске шале на тему „јеврејских карактеристика“. Универзитет у Салцбургу је 2015. године постхумно укинуо почасни докторат додељен Лоренцу 1983. године, наводећи његово чланство у партији и његове тврдње у пријави да је „увек био националсоцијалиста“ и да његов рад „служи националсоцијалистичкој мисли“ . Универзитет га је такође оптужио да користи свој рад за ширење „основних елемената расистичке идеологије националсоцијализма“.

## Почасти и награде
- Изабран за члана Америчке академије наука и уметности 1957.[18]
- Аустријско одликовање за науку и уметност 1964
- Изабран за страног члана Краљевског друштва (ForMemRS) 1964. године[1]
- Изабран за члана Националне академије наука Сједињених Држава 1966. године[19]
- Калинга награда за популаризацију науке 1969
- Златна медаља Хамболтовог друштва 1972.[20]
- Нобелова награда за физиологију или медицину 1973.[4]
- Изабран за члана Америчког филозофског друштва 1974.[21]
- Почасни докторат, Универзитет у Салцбургу, 1983, одузет 2015. године[22]
- Велики крст са звездом и појасом Ордена за заслуге Савезне Републике Немачке (Großes Verdienstkreuz mit Stern und Schulterband) 1984.
- Баварски Максимилијански Орден за науку и уметност 1984

## Радови
Лоренцове најпознатије књиге су Прстен краља Соломона и О агресији, обе написане за популарну публику. Његов научни рад се појављивао углавном у часописним, у виду чланака писаних на немачком; постао је широко познат научницима који говоре енглески језик кроз његов опис у Тинбергеновој књизи из 1951 Студија инстинкта, иако су многи његови радови касније објављени у енглеском преводу у два тома под називом Студије о понашању животиња и људи.
- King Solomon's Ring (1949) (Er redete mit dem Vieh, den Vögeln und den Fischen, 1949)
- Man Meets Dog (1950) (So kam der Mensch auf den Hund, 1950)
- Evolution and Modification of Behaviour (1965)
- On Aggression (1966) (Das sogenannte Böse. Zur Naturgeschichte der Aggression, 1963)
- Studies in Animal and Human Behavior, Volume I (1970)
- Studies in Animal and Human Behavior, Volume II (1971)
- With Paul Leyhausen. Motivation of Human and Animal Behavior: An Ethological View. New York: D. Van Nostrand Co. 1973. ISBN 0-442-24886-5.
- Behind the Mirror: A Search for a Natural History of Human Knowledge (1973) (Die Rückseite des Spiegels. Versuch einer Naturgeschichte menschlichen Erkennens, 1973)
- Civilized Man's Eight Deadly Sins (1974) (Die acht Todsünden der zivilisierten Menschheit, 1973)
- The Year of the Greylag Goose (1979) (Das Jahr der Graugans, 1979)
- The Foundations of Ethology (1982)
- The Waning of Humaneness (1987) (Der Abbau des Menschlichen, 1983)
- Here I Am – Where Are You? – A Lifetime's Study of the Uncannily Human Behaviour of the Greylag Goose. (1988). Translated by Robert D. Martin from Hier bin ich – wo bist du?.
- The Natural Science of the Human Species: An Introduction to Comparative Behavioral Research – The Russian Manuscript (1944–1948) (1995)